# Jan Gullberg
Jan Gullberg (1936 – Nordfjordeid, Noruega, 21 de maio de 1998) foi um cirurgião e anestesiologista sueco, que tornou-se conhecido como um escritor de ciência popular e tópicos médicos. É conhecido fora da Suécia como autor de Mathematics: From the Birth of Numbers, publicado pela W. W. Norton em 1997 (ISBN 039304002X).

## Vida
Gullberg obteve a graduação em medicina na Universidade de Lund em 1964. Praticou como cirurgião na Arábia Saudita, Noruega e no Virginia Mason Hospital em Seattle, Estados Unidos, bem como na Suécia. Gullberg via-se como médico e não como escritor. Seu primeiro livro, sobre ciência, ganhou o Swedish Medical Society's Jubilee Prize em 1980, e o viu promovido a médico honorário na Universidade de Lund no mesmo ano.
Casou duas vezes: primeiro com Anne-Marie Hallin (morreu em 1983), com quem teve três filhos; e Ann, com quem adotou dois filhos.
Morreu de acidente vascular cerebral em Nordfjordeid, Noruega, no hospital em que estava trabalhando. 

## Mathematics: From the Birth of Numbers
O segundo (e último) livro de Gullberg, Mathematics: From the Birth of Numbers, levou dez anos para ser escrito, consumindo todo seu tempo livre. Foi um livro de grande sucesso; sua primeira edição, de 17 mil exemplares, foi virtualmente vendida em seis meses.

### Conteúdo
Com 1093 páginas, o livro aborda os seguintes tópicos:
1. Numbers and Language
2. Systems of Numeration
3. Types of Numbers
4. Cornerstones of Mathematics
5. Combinatorics
6. Symbolic Logic
7. Set Theory
8. Introduction to Sequences and Series
9. Theory of Equations
10. Introduction to Functions
11. Overture to the Geometries
12. Elementary Geometry
13. Trigonometry
14. Hyperbolic Functions
15. Analytic Geometry
16. Vector Analysis
17. Fractals
18. Matrices and Determinants
19. Embarking on Calculus
20. Introduction to Differential Calculus
21. Introduction to Integral Calculus
22. Power Series
23. Indeterminate Limits
24. Complex Numbers Revisited
25. Extrema and Critical Points
26. Arc Length
27. Centroids
28. Area
29. Volume
30. Motion
31. Harmonic Analysis
32. Methods of Approximation
33. Probability Theory
34. Differential Equations

### Recepção
Arnold Allen, revisando Mathematics: From the Birth of Numbers em The American Mathematical Monthly, escreveu que embora houvesse muitos livros dignos que poderiam reivindicar o título de guia popular para a matemática, "o livro de Gullberg é claramente o vencedor geral ... É uma leitura maravilhosa. Eu o levo comigo para todo lugar que vou". Allen diz que o livro tem "charme especial", fazendo uso inovador da margem e fornecendo "citações e gracejos excelentes" por toda parte. Seu capítulo favorito é "Cornerstones of Mathematics", que ele acredita que deve apelar tanto para iniciantes quanto para "velhas mãos". Ele se professa maravilhado com a revelação de Gullberg de um método alternativo de multiplicação a partir de um que todos nós aprendemos na escola, ou seja, o método egípcio de duplicação, e ama o método de multiplicação "camponês russo", envolvendo "duplicação sucessiva e mediação". Ele admira o método "eficiente" da Babilônia de encontrar raízes quadradas, usando divisão e média. Ele aprende com Gullberg como multiplicar e dividir usando um ábaco.

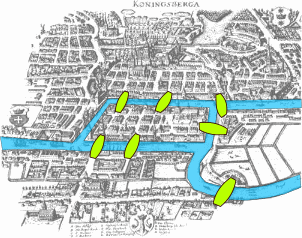
As sete pontes de Königsberg

Allen ficou encantado com o capítulo sobre combinatória, com sua abordagem da teoria dos grafos e quadrados mágicos, completando com o mapa de 1740 das sete pontes de Königsberg (que tem de ser percorridas exatamente uma vez). Ele gosta do relato de Gullberg sobre as sequências de Fibonacci, Lucas e Pell; e encontra o relato de duas páginas do último teorema de Fermat, "exatamente no nível certo para aqueles que são matematicamente desfavorecidos, mas com alguma sofisticação também". Adorou o capítulo sobre probabilidade. Ele alega que depois que mostrou aos colegas o livro, ele teve que mantê-lo escondido para evitar que ele desaparecesse, e sugere que todo professor de matemática do ensino médio receba uma cópia para melhorar o ensino de matemática nos Estados Unidos. Ele registra que acha suas considerações introdutórias úteis para engenheiros que usam a matemática apenas ocasionalmente, e sugere como o livro poderia ser usado para alunos de graduação. Conclui descrevendo o livro como "gigantesco ... em todos os sentidos" (ele pesa 4 libras e 13 onças, e tem 1100 páginas) e demorou 10 anos para ser escrito, e o chama de "um salto gigantesco para a matemática e todos aqueles quem amam isto!"
O livro foi revisado positivamente em Scientific American, mas mais reservadamente em New Scientist. Kevin Kelly comenta que o livro é um "oráculo" capaz de fornecer respostas sobre conceitos matemáticos obscuros; em sua opinião "O livro tem inteligência e humor; você precisará de persistência".
Gullberg comentou: "No começo, nenhum 'matemático de verdade' aceitaria meu livro. E talvez tenha sido um pouco louco da minha parte escrever um livro sobre matemática, como seria para um matemático escrever um livro sobre cirurgia".

## Outras obras
- Vätska Gas Energi – Kemi och Fysik med tillämpningar i vätskebalans-, blodgas- och näringslära (1978) Kiruna. ISBN 91-7260-173-6